# Lilla helgonet
Filmer baserade på operetten, se Lilla helgonet (olika betydelser)

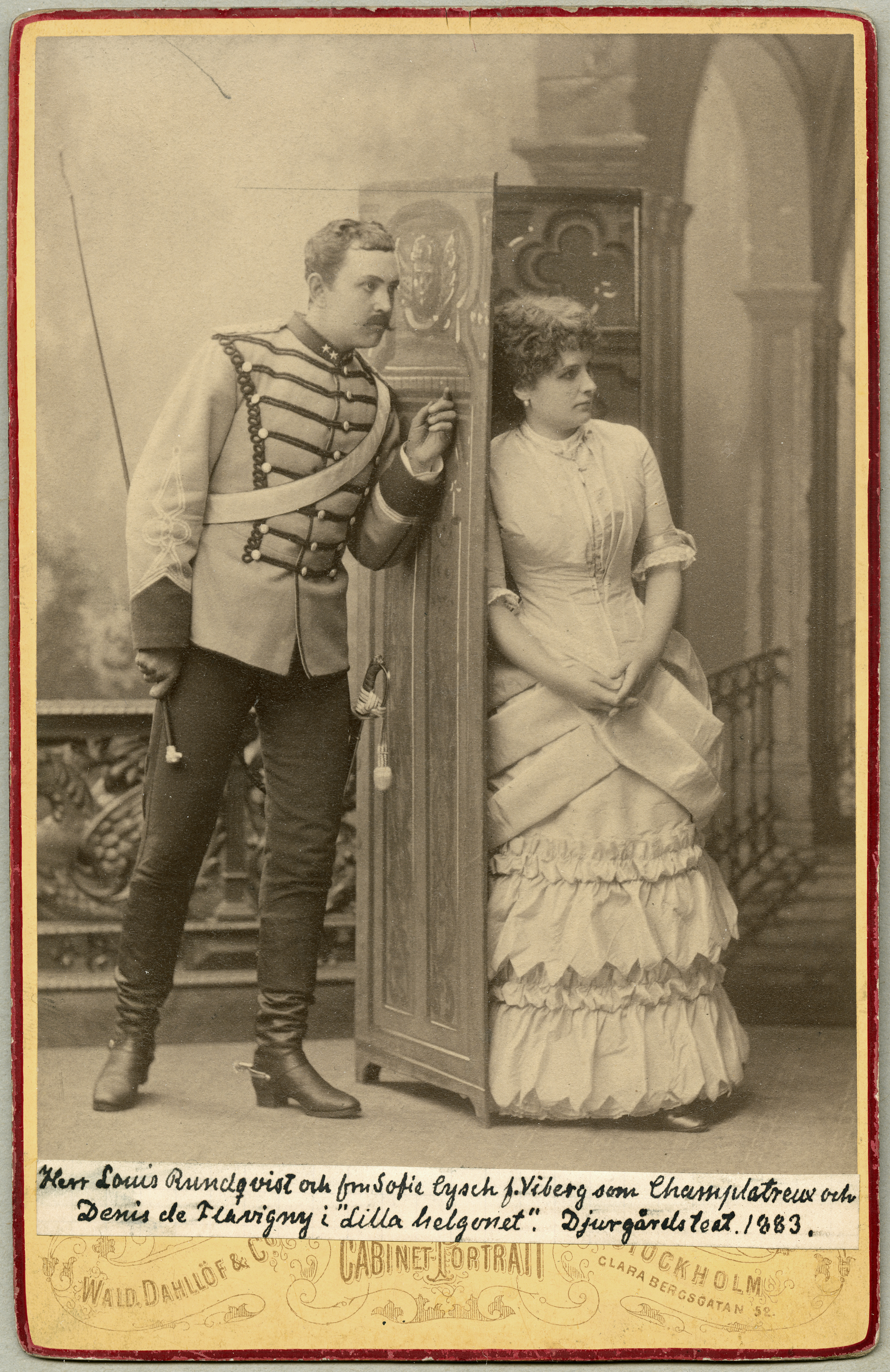
Louis Rundqvist som Champlatreux och Sophie Cysch i titelrollen på Djurgårdsteatern 1883.

Lilla helgonet eller Nitouche (franska: Mam'zelle Nitouche) är en operett i två akter av Florimond Hervé, med libretto av Henri Meilhac och Albert Millaud

## Titeln
Mam'zelle Nitouche kan fritt översättas Fröken Hycklerska; titeln härrör sig från det franska uttrycket "sainte nitouche" (bokstavligt "(kvinnligt) Helgon Skulle-inte-röra-det") om en kvinnlig hycklerska. Mam'zelle är ett slang- eller dialektalt uttryck "mademoiselle", franska formen för "fröken".

## Historia

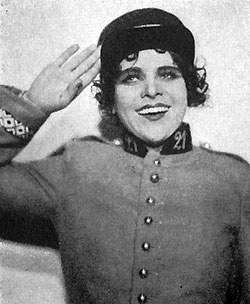
Helga Görlin i Lilla helgonet

Operetten Lilla helgonet hade premiär i Paris den 26 januari 1883 på Théâtre des Variétés i Paris och blev kompositören Florimond Hervés stora lyckokast. Han hade skrivit flera operetter tidigare, men det är bara Lilla helgonet som lyckats hålla namnet Hervé levande in i våra dagar. Redan på sommaren samma år hade Lilla helgonet premiär i Sverige på Djurgårdsteatern i Stockholm med Sophie Cysch som Denise, och blev snart en av de mest älskade operetterna.
Handlingen utspelar sig i ett kloster i Paris. Klostrets organist Célestin lever ett hemligt dubbelliv, på sin fritid komponerar han operetter under namnet Floridor. När Floridors operett ska ha premiär får primadonnan ett sammanbrott och teaterdirektören måste snabbt hitta en ersättare. Klostereleven Denise de Flavigny, (pjäsens lilla helgon), har i hemlighet lärt sig hela operetten utantill och får överta huvudrollen.
Uppslaget till pjäsens manliga huvudperson, dubbelnaturen Celéstin-Floridor, kom från kompositören Hervé själv som också varit kyrkomusiker och sysslat med teatermusik i smyg.
Lilla helgonet har spelats på många olika scener i Sverige. Rollen som det skenheliga klosterhelgonet Denise de Flavigny har varit en utmärkt språngbräda många unga operettsångerskor, medan den komiska dubbelrollen Célestin-Floridor lockat många etablerade komiker.
Operettens mest kända melodi är Trumslagarvisan som Denise sjunger i andra akten när hon och Floridor hamnat på en militärförläggning och tvingats klä ut sig till soldater. Célestin-Floridors entrévisa lär vara resultat av ett vad. En god vän till Hervé betvivlade att man skulle kunna skriva en hel kuplett på endast tre toner (g, a, h) men Hervé vann vadet.

## Uppsättningar och filmatiseringar
Enbart på Oscarsteatern i Stockholm har Lilla helgonet stått på repertoaren fem gånger, första gången 1908 med Inga Berentz i flickrollen och därefter 1912, 1920, 1934 och 1955 då Sonja Stjernquist fick sitt genombrott. Stycket sattes upp på Djursholmsteatern 1926, Stora Teatern, Göteborg 1927 samt på Kungliga Operan 1930-32 och  1935-39. Minnesvärda helgon i operetthistoriens svenska avdelning är Naima Wifstrand, Inga Brink och Berith Bohm.
Nils Poppe firade triumfer i dubbelrollen som Célestin-Floridor i två olika uppsättningar på Fredriksdalsteatern i Helsingborg, 1973 och 1984, första gången med Harriet Forsell som helgonet och andra gången med Ann-Charlotte Björling. Den andra uppsättningen från 1984 finns på DVD, som kom ut 2012. Andra kända namn som spelat den manliga huvudrollen är Max Hansen och Egon Larsson.
Operetten filmades i Sverige 1944 som Lilla helgonet med bland andra Marguerite Viby, Åke Söderblom och Thor Modéen i rollerna.

## Rollfigurer
| Roll                                                                | Röstfack    | Urpremiär, 26 januari 1883 (Dirigent:Hervé) | Svenska premiären, 18 augusti 1883 Djurgårdsteatern |
| ------------------------------------------------------------------- | ----------- | ------------------------------------------- | --------------------------------------------------- |
| Denise de Flavigny, "Lilla Helgonet"                                | sopran      | Anna Judic                                  | Sophie Cysch                                        |
| Henri de Château-Gibus, major och abbedissans broder                | baryton     | Christian                                   | herr Nilsson                                        |
| Foulard, teaterdirektör i Pont d'Arcy                               | bas         | Édouard Georges                             |                                                     |
| Célestin, organist i Svalornas kloster                              | baryton     | Louis Baron                                 | Richard Julius Wagner                               |
| Vicomte Fernand de Champlatreux, löjtnant                           | tenor       | Henri Venderjench ('Cooper')                | Louis Rundqvist                                     |
| Loriot, brigadör                                                    | tenor       | Léonce                                      | herr Nyman                                          |
| Moder Martha, abbedissa                                             | kontraalt   | Rosine Maurel                               | Clara Fornell                                       |
| Corinne, teaterns primadonna                                        | mezzosopran | Beaumaine                                   | Virginia Paban                                      |
| Två officerare                                                      |             | Gustave, Robert                             |                                                     |
| 'La tourière'                                                       |             | Mériani                                     |                                                     |
| Gimblette, skådespelerska                                           |             | Marguerite                                  |                                                     |
| Lydie, skådespelerska                                               |             | Caro                                        |                                                     |
| Klosterelever, nunnor, militär, publik, skådespelare, scenarbetare. |             |                                             |                                                     |

## Handling

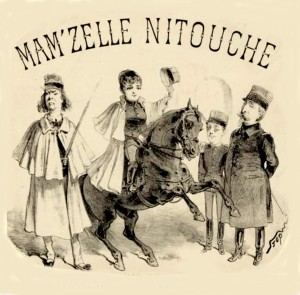
Illustration till originaluppsättningen.

Plats: Franska landsbygden
Tid: 1800-talet

### Akt 1
Le couvent des Hirondelles (Svalornas kloster)
Klosterorganisten Célestin lever ett dubbelliv. På dagen är han den reserverade och ädle mannen som fullföljer sina uppgifter i klostret. På kvällen, under pseudonymen Floridor, beger han sig till teatern Pontarcy, där hans komponerade operett framförs.
Denna morgon återvänder Célestin till klostret alldeles blåslagen. Majoren de Chateau-Gibus, som också är broder till abbedissan, överraskade honom i en intim situation med deras gemensamma älskarinna Corinne, operettens stjärna, och majoren klådde upp honom.
Majoren anländer till systern för att planera ett bröllop mellan Fernand de Champlatreux, en av hans officerare, och Denise de Flavigny, den mest läraktiga och lydiga av klostrets adepter. Abbedissan tillåter Fernand att få möta den kommande, så länge de inte kan se varandra.
Efter musiklektionen får Denise tillåtelse att stanna kvar med Célestin för att arbeta. I själva verket har Denise upptäckt Célestins hemlighet. Hon stal noterna och lärde sig operetten utantill. Hon är medveten om att premiären äger rum samma kväll och hon vill till teatern. Célestin fascineras av denna lilla Sainte-Nitouche ("heliga hycklare").
Mötet mellan Fernand och Denise äger rum. De två avskiljs av en skärm och Fernand utger sig för att vara en gammal inspektor. Innan han går ger Fernand ett brev till abbedissan i vilket Denise uppmanas att genast bege sig till Paris för det stundande bröllopet. Utan att berätta för flickan orsaken säger abbedissan till henne att hennes familj frågar efter henne. Hon sak resa samma dag åtföljd av Célestin. Kompositören är i själva verket angelägen att närvara vid premiären, inte att vakta på Denise. Denise finner på lösningen - hon ska stilla och vackert stanna på hotellet medan han är på teatern! De tar nästa tåg till Paris.

### Akt 2
Foajén till Pontarcyteatern

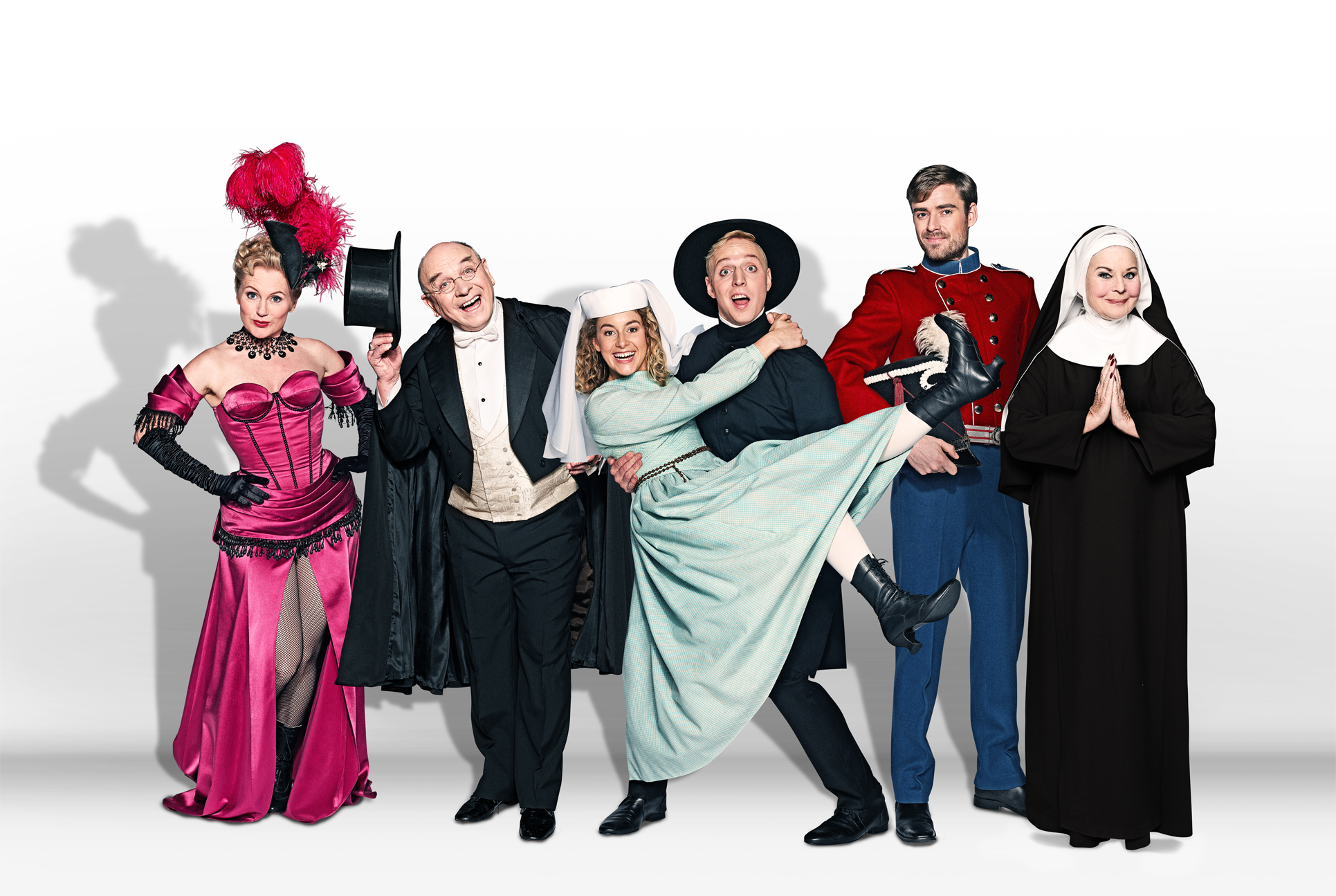
Ensemblen i Mam'zelle Nitouche 2016 i Köpenhamn.

Första akten var en triumf. I pausen flockas officerarna runt artisterna. Denise rymmer från hotellet och letar efter Floridor (Célestin) bakom scenen. Hon möter Fernand som också är där. Hon hävdar att hon kan hela stycket och får honom att tro att hon är artist med namnet Mam'zelle Nitouche. Stjärnan Corinne får veta att Floridor (Célestin), en av hennes älskare, har setts i staden med en annan kvinna. Rasande vägrar hon att uppträda i andra akten. Denise räddar situationen. Utan Floridors vetskap, som letar efter Corinne, sjunger Denise rollen och gör succé.
Det är först i slutet av föreställningen som Célestin upptäcker sanningen. Förvirrad av sina känslor griper han tag i Denise och de flyt genom ett fönster åtföljda av majoren som vill klå upp honom ännu mera.

### Akt 3

#### Scen 1
Barackerna

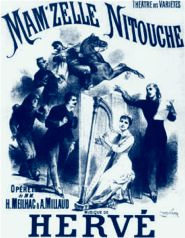
Illustration till originalproduktionen

På flykt från teatern infångas Floridor och Denise en patrull och tas till militärbarackerna. De känns igen av officerarna och inbjuds till den fest som hålls till Fernands ära innan han reser till Paris för att gifta sig. Fernand, som förälskade sig i Nitouche, bestämmer att slå upp förlovningen med Denise, som han inte inser är samma person. Denise älskar däremot Fernand. De får ingen tid att prata då majoren anländer rasande och avbryter festen. 
Han tror att Célestin är en malaj och rakar hans huvud. Denise (Nitouche), som har gömt sig, återvänder klädd som dragoon. Majoren, som till en början luras, misstänker snart att det är en kvinna. När han försöker undersöka saken får han en örfil av Denise. I förvirringen flyr Célestin och Denise och återvänder till klostret genom att klättra över muren.

#### Scen 2
Klostret
För att rättfärdiga deras återkomst säger Denise att hon har fått reda på att Célestin vill gifta sig med henne. Då hon hellre vill leva som en nunna har hon bett organisten att inte fullfölja sin önskan och han har snällt not återfört henne till klostret. Abbedissan kan inte neka en sådan from önskan. Hon ska skriva till Denises föräldrar. Majoren kommer och berättar för systern att Fernand inte vill gifta sig utan är på jakt efter en ung aktris med namnet Nitouche. Denise förstår att Fernand är mannen för henne och ber om tillstånd att få prata med honom - bakom skärmen - i ett försök att få honom på andra tankar.
Hon lyckas med uppgiften och de omfamnar varandra. "Det är av ren kärlek som jag gifter mig med Fernand" säger Denise till abbedissan. Majoren är inte övertygad och känner igen de två flyktingarna. Han förlåter dock Mam'zelle Nitouche och även Célestin, då Corinne övertygade honom (falskeligen) att det aldrig var någonting mellan Floridor och henne.